# Tantilla nigriceps
Espèce
Synonymes
- Scolecophis fumiceps Cope, 1860
- Tantilla nigriceps fumiceps (Cope, 1860)
- Tantilla kirnia Blanchard, 1938

Statut de conservation UICN

 LC  : Préoccupation mineure
Tantilla nigriceps  est une espèce de serpents de la famille des Colubridae.

## Répartition
Cette espèce se rencontre :
- au Mexique dans les États de Chihuahua, de Durango et du Nuevo León ;
- aux États-Unis dans le Texas dans le Kansas, dans l'ouest du Colorado, dans le sud-ouest du Nebraska, dans l'ouest de l'Oklahoma et dans le Nouveau-Mexique.

Sa présence est incertaine dans le Wyoming.

## Publications originales
- Cope, 1861 "1860" : Descriptions of reptiles from tropical America and Asia. Proceedings of the Academy of Natural Sciences of Philadelphia, vol. 12, p. 368-374 (texte intégral).
- Kennicott, 1860 : Descriptions of new species of North American serpents in the museum of the Smithsonian Institution, Washington. Proceedings of the Academy of Natural Sciences of Philadelphia, vol. 12, p. 328-338 (texte intégral).